# Kurtuluş Yurt
Kurtuluş Yurt (* 22. Juli 1990 in Çeşme) ist ein türkischer Fußballtorhüter.

## Karriere
Yurt begann mit dem Vereinsfußball in der Nachwuchsabteilung von Çeşme Belediyespor und wechselte im Sommer 2008 als Profispieler zum Viertligisten Nazilli Belediyespor. Hier blieb er drei Spielzeiten lang Ersatztorhüter und stieg am Ende der Saison 2011/12 mit seinem Team als Meister der TFF 3. Lig in die TFF 2. Lig auf. In der ersten Drittligasaison eroberte er sich im Verlauf der Saison einen Stammplatz. In der Winterpause 2013/14 wechselte er innerhalb der Liga zu Bandırmaspor.
Im Sommer 2014 verpflichtete ihn der nordosttürkische Erstligist Trabzonspor. Am Ende der Drittligasaison 2014/15 konnte er mit seinem Verein die Play-offs der Liga gewinnen und damit den direkten Wiederaufstieg erreichen.
Am letzten Tag der Sommertransferperiode 2016 wechselte er zum Drittligisten Bucaspor. Hier blieb er nur eine halbe Spielzeit und zog dann zum Ligarivalen Amed SK weiter. Im Sommer 2017 verpflichtete ihn der Zweitligist Adana Demirspor.

## Erfolge
Mit Nazilli Belediyespor
- Meister der TFF 3. Lig und Aufstieg in die TFF 2. Lig: 2011/12

Mit 1461 Trabzon
- Play-off-Sieger der TFF 2. Lig und Aufstieg in die TFF 1. Lig: 2014/15